# Церово (Пазарджицька область)
Церо́во (болг. Церово) — село в Пазарджицькій області Болгарії. Входить до складу общини Лесичово.

## Населення
За даними перепису населення 2011 року у селі проживали 911 осіб.
Національний склад населення села:
| Національність   | Кількість осіб | Відсоток |
| ---------------- | -------------- | -------- |
| болгари          | 734            | 88,1 %   |
| цигани           | 86             | 10,3 %   |
| інша             | 7              | 0,8 %    |
| Всього відповіли | 833            |          |

Розподіл населення за віком у 2011 році:
Динаміка населення:

## Персоналії
- Єлена Ніколаї (1905—1993) — болгарська оперна співачка, мецо сопрано.